# San Isidro (Isabela)
San Isidro (Bayan ng San Isidro) är en kommun i Filippinerna. Kommunen ligger på ön Luzon, och tillhör provinsen Isabela. Folkmängden uppgår till 18 603 invånare.
San Isidro är indelat i 13 barangayer.